# 玉京觀
玉京觀位於四川省遂寧市射洪縣，文物遺址年代判定為清。2012年7月16日公佈為第八批四川省文物保護單位。
玉京觀位於四川省遂寧市射洪縣金華鎮金華山。始建於南梁武帝天監年間（502-519），現存古建築群為明、清重修。坐北向南，建築面積約5000平方公尺。玉京觀依山取勢，錯落有致，從山門到純陽閣有上山步道，步道右側憑欄而望，上窺雲表，下瞰涪江，地勢高峻，古建築基本分佈在步道左側，依次由：山門、靈宮殿、十殿、東嶽殿、藥王殿、掛花殿、祖師殿、老君殿、玉皇樓、純陽閣等組成。玉京觀建築規模宏大，佈局完整，是四川四大道觀之一，具有明清時期南方建築典型風格。2004年，玉京觀被遂寧市人民政府公佈為市級文物保護單位。